# للینزبورو (مینه‌سوتا)
للینزبورو، مینه‌سوتا (به انگلیسی: Lanesboro, Minnesota) یک شهر در ایالات متحده آمریکا است که در شهرستان فیلمور واقع شده‌است.

## خصوصیات
للینزبورو ۳٫۴۲ کیلومترمربع مساحت و ۷۵۴ نفر جمعیت دارد و ۲۶۱ متر بالاتر از سطح دریا واقع شده‌است.